# Geoff Huegill
Geoff Huegill (* 4. März 1979 in Gove, Northern Territory) ist ein australischer Schwimmer und ehemaliger Weltrekordhalter über 50 m Schmetterling.
Huegill ist Sohn eines Australiers und einer Thailänderin. Er lebt in Bondi.
Er gewann bei den Olympischen Spielen 2000 Silber mit der 4 × 100-m-Lagenstaffel und Bronze über 100 m Schmetterling. Bei den Weltmeisterschaften 2001 gewann er Gold über 50 m Schmetterling und mit der 4 × 100-m-Lagenstaffel. Außerdem Bronze über 100 m Schmetterling. Bei den Kurzbahnweltmeisterschaften 1997 gewann er Gold mit der 4 × 100-m-Lagenstaffel und Silber über 100 m Schmetterling. 2002 gewann er Gold sowohl über 50 m als auch über 100 m Schmetterling und Silber mit der 4 × 100-m-Lagenstaffel.
Bei den Olympischen Spielen in Athen belegte er über 100 m Schmetterling lediglich den achten Rang. Erfolgreicher war er bei den Commonwealth Games 2010 in Neu-Delhi, wo er über 100 m Schmetterling und mit der 4 × 100-m-Lagenstaffel die Goldmedaille gewann; hinzu kam eine Silbermedaille über 50 m Schmetterling.
2011 gewann er bei den Schwimmweltmeisterschaften in Shanghai Bronze über 50 m Schmetterling.

## Steckbrief
- Klub: Redcliffe Leagues SC
- Größe: 187 cm
- Gewicht: 85 kg
- Trainer: Ken Wood